# Willow Rosenberg
Willow Rosenberg (Alyson Hannigan) a Buffy, a vámpírok réme című sorozat boszorkája.
A kezdeti pasi-ügyek rossz alakulása miatt a lányokhoz vonzódó Willow nagy hatalomra tesz szert. Feltámaszt, megsemmisít. A barátnője, Tara, aki szintén boszorka ellenzi az állandó varázslást, így egy kis ciri-buri következik. Aztán újra egymásra találnak, de nem élvezhetik túl sokáig az együttlétet. Tara halálakor gyászában szinte megsemmisíti a világot, de szerencsére barátai nagy hatással vannak rá. Egy kis elvonó után visszatér Sunnydale-be, ahol barátai úgy fogadják, mintha semmi sem történt volna. Az újabb apokalipszis az összes vadász-jelöltet Sunnydale-be vonzza. Bár a lányok közül néhányan életüket vesztik, Willow újra társra talál. A sorozat végén a leghatalmasabb varázslatot végzi el. Buffy (a vadász) erejét átvetíti minden leendő vadászra, így sikerül megfékezni a vámpírokat. Will hatalmas segítséget kap az istenektől, és a barátnőjétől is. Mivel Sunnydale, a pokol szája megsemmisül, és már nem Buffy az egyetlen vámpír-vadász a világon, a csapatnak már nincs több dolga, pihenhetnek kicsit.